# Remilia
Maria Creveling (Portland, Maine; 2 de febrero de 1995 - Las Vegas, Nevada; 27 de diciembre de 2019), más conocida como Remilia, fue una jugadora profesional estadounidense de League of Legends. Fue la primera mujer y transgénero en competir en la League Championship Series, debutando en el Spring Split de 2016 como soporte de Renegades. Sin embargo, se retiró repentinamente del juego profesional a las pocas semanas de su temporada de debut debido a la presión en el escenario y al acoso en línea. Durante su carrera fue especialmente conocida por su dominio del campeón Thresh, lo que le valió los apodos de "Madwife" y "Thresh Queen".

## Primeros años
Creveling nació y creció en Portland, ciudad del estado de Maine. Antes de League of Legends, era una ávida jugadora de Age of Mythology y GunZ: The Duel.

## Carrera
Antes de debutar en la NA LCS, Creveling jugó en varios equipos semiprofesionales de League of Legends en la North American Challenger Series (NA CS), la liga secundaria de la NA LCS. Se unió a su primer equipo, Curse Academy, el 22 de julio de 2013. Adoptando el nombre en el juego "Yuno", Creveling jugó brevemente para el equipo como su jugadora de apoyo en los torneos nacionales de la ESL. Destacó por su destreza en el campeón Thresh, lo que le valió el apodo de "Madwife" y "Thresh Queen", el primero en referencia a Hong "MadLife" Min-gi, otro conocido jugador de Thresh.
Tras dejar la Curse Academy el 12 de agosto de 2013, Creveling jugó en otros equipos que intentaban clasificarse para el CS de NA. El 9 de marzo de 2015, se unió a la lista inaugural de Misfits NA y cambió su nombre en el juego a "Remilia", en honor al personaje de Touhou Project Remilia Scarlet. Creveling se clasificó finalmente para el CS de NA el 16 de junio de 2015, después de que ella y sus compañeros de equipo derrotaran a Magnetic en el clasificatorio de verano del CS de NA de 2015. Misfits NA pasó a llamarse Renegades poco después, y el equipo llegó a derrotar a Team Coast en las finales de verano de la NA CS de 2015, clasificándose para el Spring Split de la NA LCS de 2016.
El 16 de enero de 2016, Creveling debutó como la primera mujer de la NA LCS, así como su primer jugador transgénero. También cambió su nombre en el juego una vez más, adoptando el alias acortado de "Remi". Después de jugar un tercio de los partidos de la temporada, Creveling abandonó bruscamente la lista de titulares, alegando la presión en el escenario y el acoso en línea. Dos años más tarde, aclaró los motivos de su marcha en una serie de tuits, en los que revelaba que una cirugía de reasignación de sexo chapucera la había dejado con daños nerviosos graves y permanentes en la zona pélvica, lo que le provocaba un dolor insoportable al jugar en el escenario.
Tras un paréntesis de ocho meses en el juego profesional, Creveling se unió al equipo latinoamericano Kaos Latin Gamers bajo el nombre en el juego de "Sakuya", y jugó para el equipo desde octubre de 2016 hasta enero de 2017. Tras su salida de Kaos Latin Gamers, se centró en el streaming a tiempo completo, pero también jugó en algunos equipos semiprofesionales de Estados Unidos antes de su repentino fallecimiento a finales de 2019.

## Fallecimiento
Creveling murió mientras dormía el 27 de diciembre de 2019, a los 24 años de edad. Su muerte fue anunciada públicamente un día después por el periodista de deportes Richard Lewis, un amigo cercano de Creveling. Cientos de personas le rindieron homenaje en línea dejando comentarios de apoyo en sus páginas de Twitch y Twitter, elogiando sus logros y su legado como la primera mujer y persona transgénero en competir en la LCS NA. Riot Games, el desarrollador de League of Legends, también publicó un comunicado lamentando su muerte.